# Lý Biên Cương
Lý Biên Cương (tên khai sinh là Nguyễn Sỹ Hộ; 1941 – 2010) là nhà văn Việt Nam, được tặng Giải thưởng Nhà nước về Văn học Nghệ thuật vào năm 2012.

## Tiểu sử
Lý Biên Cương tên khai sinh là Nguyễn Sỹ Hộ, sinh ngày 24 tháng 1 năm 1941, nguyên quán tại huyện Nam Sách, tỉnh Hải Dương.
Sau khi hoàn thành nhiệm vụ ở thanh niên xung phong, Lý Biên Cương về làm phóng viên báo Tiền phong. Năm 1961, sau khi tốt nghiệp đại học báo chí, ông chuyển về khu Đông Bắc làm phóng viên báo Vùng mỏ, sau đổi tên là báo Quảng Ninh (1961-1987). Từ 1988, ông chuyển sang Hội Văn học nghệ thuật Quảng Ninh, làm Phó Chủ tịch Hội kiêm Phó Tổng biên tập báo Hạ Long.
Ông là ủy viên Hội đồng văn xuôi Hội Nhà văn Việt Nam (1995 - 2005); Chi hội trưởng Chi hội Nhà văn Việt Nam tại Quảng Ninh (1997 - 2006).
Ông nghỉ hưu từ năm 2001.
Ông là đảng viên Đảng Cộng sản Việt Nam; hội viên Hội Nhà văn Việt Nam từ năm 1974.
Ông qua đời ngày 22 tháng 3 năm 2010 tại Bệnh viện Hữu nghị (Hà Nội).

## Sự nghiệp
Lý Biên Cương từng xuất bản hơn 40 đầu sách, gồm nhiều thể loại: truyện ngắn, truyện vừa, tiểu thuyết, thơ, kịch bản phim... Nhưng nổi bật nhất, cái mà người đời không thể không nhắc đến ông, đó là truyện ngắn. Có thể kể đến các truyện ngắn: "Gắn bó" (1982); "Quả trong lòng tay" (1984); "Bây giờ trăng khuyết" (1990); “Sâm cầm ơi sâm cầm”, “Thu cảm”, “Mười hai cửa bể”, “Giai điệu thành thị”, “Sữa thơm dòng sông Hương”, “Người ơi, người ở”, “Bây giờ ta lại nói về nhau”, “Hạt mưa bay ngang”…
Ông giành được khá nhiều giải thưởng về văn học ở Trung ương và địa phương: Giải chính thức Văn học công nhân; Giải báo Văn nghệ; Giải thưởng của Uỷ ban toàn quốc Liên hiệp các Hội Văn học nghệ thuật Việt Nam; Giải thưởng Văn nghệ Hạ Long của tỉnh Quảng Ninh; Giải của tạp chí Nhà văn.
Năm 2012, ông được truy tặng Giải thưởng Nhà nước về Văn học Nghệ thuật với cụm tác phẩm: Những kiếp phù du (tiểu thuyết); Những khoảng khắc rủi may (tập truyện); Nẻo trời Vô Tích tôi qua (tập truyện).

## Tác phẩm chính
- Người đãi vàng (1972)
- Người tôi yêu mến (1974)
- Bây giờ ta lại nói về nhau (1976)
- Tháng giêng (1979)
- Gắn bó (1982)
- Quả trong lòng tay (1984)
- Bây giờ trăng khuyết (1990)
- Thi hứng (thơ, 1991)
- Thu cảm (1994)
- Phù du (1991, tái bản nhiều lần)
- Dã quỳ (2000)
- Nẻo trời Vô Tích tôi qua (2003)
- Con người kể cũng hay hay (2003)
- Riêng thơ (thơ, 2005)
- Quả chát giữa hai bờ xôi mật (2006)
- Lý Biên Cương, truyện ngắn chọn lọc (1996)
- Lý Biên Cương, tuyển tập tiểu thuyết (2006)…

Nguồn:

## Vinh danh
- Giải thưởng Nhà nước về Văn học Nghệ thuật năm 2012.

### Giải thưởng văn học
- Giải chính thức Văn học công nhân lần thứ nhất năm 1972.
- Giải ba báo Văn nghệ năm 1972.
- Giải nhì báo Văn nghệ năm 1975.
- Bốn lần được Giải thưởng của Uỷ ban toàn quốc Liên hiệp các Hội Văn học nghệ thuật Việt Nam (1992, 1994, 1998, 2003).
- Sáu lần được giải thưởng Văn nghệ Hạ Long của UBND tỉnh Quảng Ninh (1981, 1986, 1991, 1996, 2001, 2006)
- Giải chính thức truyện vừa tạp chí Nhà văn 1998.

## Đời tư
Ông có một người con riêng ngoài giá thú, được vợ chồng ông đưa về nuôi, là Nguyễn Thị Thương. Sau này chị là một cây bút nữ viết truyện ngắn xuất sắc của Quảng Ninh.